# Allurarot AC
Allurarot AC ist ein roter Azofarbstoff und in der Europäischen Union als Lebensmittelfarbstoff E 129 zugelassen.

## Eigenschaften
Es handelt sich um einen dunkelroten, wasserlöslichen Feststoff. Das UV/VIS-Absorptionsspektrum zeigt ein Maximum bei einer Wellenlänge von 504 nm.

## Verwendung

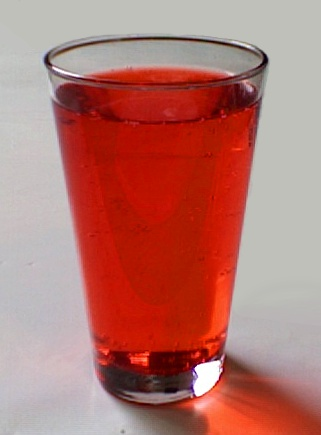
Erdbeerbrause gefärbt mit Allurarot AC

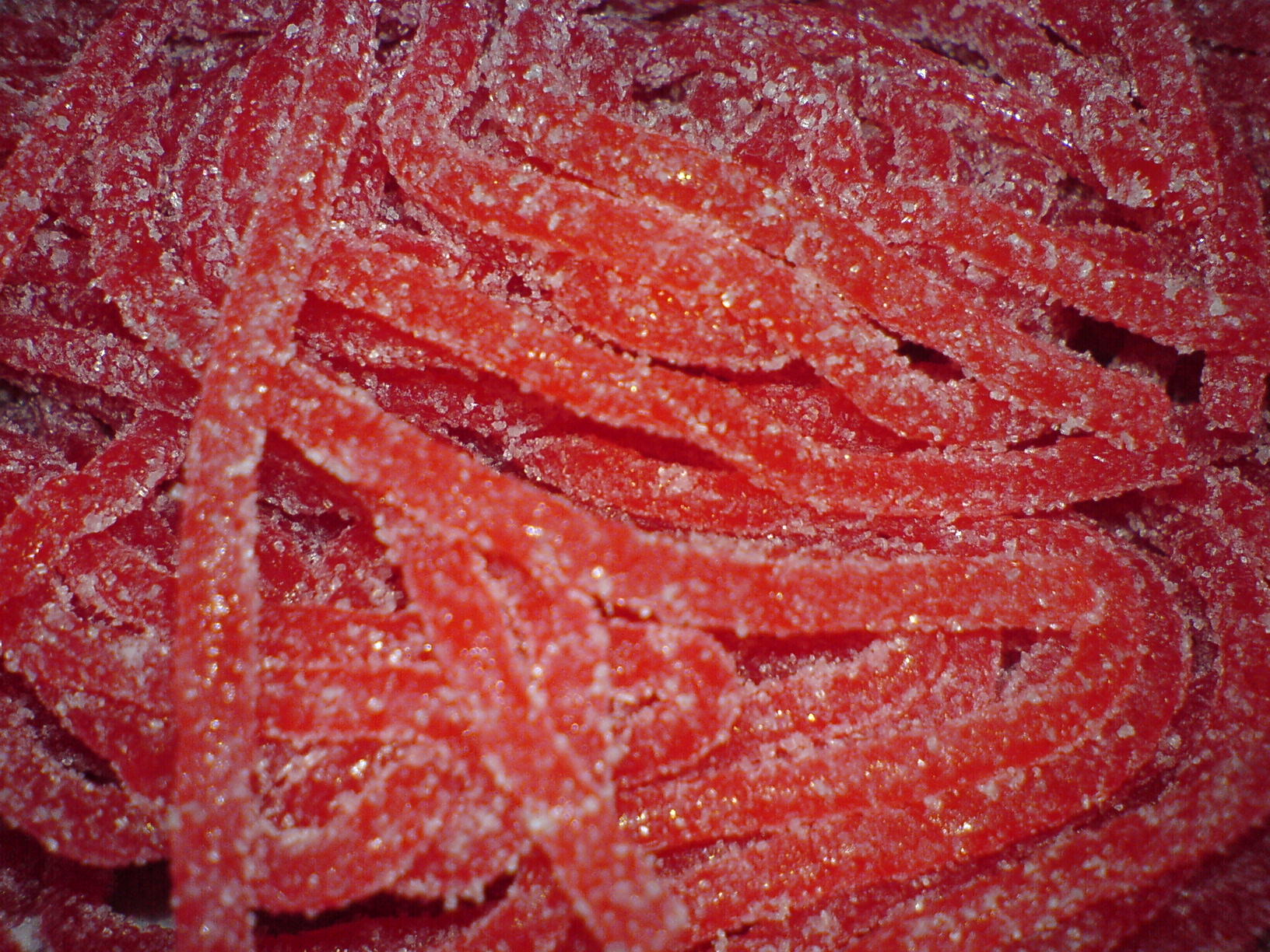
Allurarot AC als Farbstoff in einer Süßigkeit

Allurarot AC findet Verwendung bei der Herstellung von Süßwaren, Dessertspeisen, Getränken, Brausen, Bitter Soda und in Hackfleischgerichten mit Getreideanteilen (englisches Frühstück); sowie bei Medikamenten. Für den menschlichen Organismus sind bisher keine Nebenwirkungen nachgewiesen, als Azofarbstoff steht Allurarot jedoch im Verdacht, Auslöser von Pseudoallergien mit Symptomen an Haut oder Atemwegen bei dafür veranlagten Menschen, insbesondere bei bestehender Unverträglichkeit von ASS oder Benzoesäure, zu sein. Für Menschen, die an Asthma oder Neurodermitis leiden, wird der Verzehr als bedenklich eingestuft. Im Tierversuch sind erhöhte Empfindlichkeiten für Darmerkrankungen und Hyperaktivität festgestellt worden.
Die Erlaubte Tagesdosis (ADI) wurde von der National Academy of Sciences (USA) mit 7 mg/kg Körpergewicht festgesetzt. Die EFSA hat denselben Grenzwert festgelegt.

## Rechtliche Situation
Innerhalb der EU ist die Verwendung von Allurarot AC in Lebensmitteln einheitlich durch die Verordnung (EG) Nr. 1333/2008, in der Schweiz durch die Zusatzstoffverordnung geregelt. Lebensmittel, die diesen Farbstoff enthalten, müssen seit dem 20. Juli 2010 den folgenden Hinweis auf dem Etikett tragen: „kann Aktivität und Aufmerksamkeit bei Kindern beeinträchtigen“.